# کارل راس
کارل راس (انگلیسی: Carl Rose؛ زادهٔ ۲۵ نوامبر ۱۹۵۲) بازیکن فوتبال اهل کانادا بود.
وی همچنین در تیم ملی فوتبال المپیک کانادا بازی کرده‌است.